# Dicranomyia tapleyi
Dicranomyia tapleyi là một loài ruồi trong họ Limoniidae. Chúng phân bố ở miền Australasia.